# Pere Tomàs (franciscà)
|  | No s'ha de confondre amb Pere Tomàs (sant). |

Pere Tomàs (1280-1340) és un filòsof franciscà d'origen català defensor de l'Escotisme. Va rebre el sobrenom en llatí Doctor Strenuus, Proficuus et Invincibilis. No ha de ser confós amb els seus homònims contemporanis, el carmelita Petrus Thomae, arquebisbe de Creta (1305-1366), un menoret gallec del mateix nom i un canonge de Sant Flor.
Es va graduar en teologia a Cambridge i a una data imprecisa va fer estudis a París, pot-ser el 1305. Va ensenyar lògica i filosofia natural entre 1316 i 1332 al studium solemne del convent de Sant Nicolau de Barcelona i després a Avinyó, on va ocupar un càrrec apostòlic. Entre altres obres, va escriure De ente, De formalitatibus, De esse intelligibili, De unitate numeri i Tractatus brevis de modis distinctionum, atribuït erròniament al franciscà lleidatà Antoni Andreu, on exposa una teoria sobre les maneres d'identitat i de distinció en línia amb el pensament de Joan Duns Escot. Aquesta obra ha estat editada per Celia López el 2011 en versió crítica trilingüe (llatí, català i anglès).
Encara que és considerat un escotista, el seu pensament es va orientar progressivament cap a un realisme extrem, després conegut com a «formalisme». Juntament amb els franciscans Gonzalo de Balboa (†1313), Antoni Andreu (anomenat Doctor Dulcifluus, 1280-1320), Álvaro Pelayo (1280-1352) i Guillermo Rubio (†1334), Pere Tomás va ser un dels més importants escotistas del segle xiv.
Obres
- De ente, o De conceptu entis et opus de trascendentibus, Venècia, 1517.
- Quaestiones de unitate minori numerali, Salamanca, manuscrit núm. 1881
- Quaestiones de ens intelligibile, Salamanca, íd.
- Quaestiones super libros physicorum, manuscrit de la Biblioteca Vaticana
- Commentaria super multos Aristotelis libros
- De formalitatibus
- Tractatus brevis de modis distinctionum